# La Bataille antimaçonnique
La Bataille ou La Bataille antimaçonnique pour la défense des libertés françaises contre l'oppression maçonnique, "Organe de l'Union antimaçonnique de France", périodique français (Paris, I-II, no 1-12, juillet 1935 - juillet 1936 ; I-IV, no 1-4 août/septembre 1936 - avril 1939). 

## Historique
En février 1939, La Bataille absorbe L'Action anti-maçonnique (Ernest Jouin) et paraît alors sous le titre de La Bataille et l'Action antimaçonnique.